# Königin einer Nacht (1951)
Königin einer Nacht ist eine deutsche Operettenverfilmung von Kurt Hoffmann aus dem Jahr 1951. Der Film beruht auf der Operette Königin einer Nacht von Will Meisel.

## Handlung
Der Herzog von Novara-Liechtenstein Ferdinand ist ein schlagfester junger Mann, der schon mal von seinem Vertrauten Peter von Hazl aus einer Spelunke geholt werden muss, nachdem er sich mit einer Gruppe Kleinganoven geprügelt hat. Sein Onkel Alexander, der Erbherzog von Novara-Liechtenstein, beschließt, dass Ferdinand die Prinzessin Anna Silvana heiraten soll, nicht zuletzt um Novara-Liechtenstein mit dem Nachbarland Este-Parma zu vereinigen, die Grenzen zu öffnen und so den Schmugglern das Handwerk zu legen. Über Nacht flieht Ferdinand mit Peter aus dem Land, um der Ehe zu entgehen. Anna Silvana, die eine Heirat abgelehnt hätte, reist beiden mit ihrer Freundin Julia nach, will sie doch sehen, wer sie verschmäht.
Peter verliert auf der Flucht das Portemonnaie mit sämtlichem Geld und den Papieren. Im Hotel können sich beide nicht ausweisen und werden für Hochstapler und Diebe gehalten, jedoch aus Angst vor einem Skandal bei freier Kost und Logis dabehalten. Als Anna Silvana und Julia ankommen, erfahren sie nur, dass ein falscher Herzog im Hotel wohnt. Auf dem Piratenball am Abend kommen sich Anna Silvana und Ferdinand sowie Julia und Peter näher, ohne die Identität des anderen zu kennen. Erst als Anna Silvana zur Königin des Balls gekrönt wird, werden die Identitäten offengelegt. Da sich Anna Silvana düpiert fühlt, gibt sie sich nun selbst ebenfalls als Diebin aus und stiehlt nach Absprache mit Hotelgast Marina dieser das Collier, das sie Peter und Ferdinand präsentiert.
Unterdessen ist Erbherzog Alexander ebenfalls im Hotel angekommen und hat fünf echte Ganoven mit sich gebracht. Die stehlen den anwesenden Gästen nach und nach den Schmuck und haben auch Alexander unbemerkt um seine Brieftasche und die Papiere gebracht. Alexander, der sich nicht ausweisen kann, wird nun als Kopf der Bande von Ferdinand und Peter betrachtet und entsprechend behandelt. Ferdinand, der die Ganoven noch aus Novara-Liechtenstein kennt, verprügelt sie und schließt sie in der Herrentoilette ein. Der Hausdetektiv erhält den gestohlenen Schmuck zurück und auch Alexanders Papiere, die nun sämtliche wahre Identitäten offenlegen. Alexander wiederum erkennt Anna Silvana und Julia als Prinzessin und Baroness und so kommen auch Julia und Peter sowie Anna Silvana und Ferdinand zusammen.

## Produktion
Königin einer Nacht wurde von Juli bis August 1951 in der Umgebung von Berlin und an der Havel gedreht. Die Studioaufnahmen entstanden im CCC-Atelier in Berlin. Der Film kam am 29. Oktober 1951 in die Kinos.
In Österreich lief der Film unter dem Titel Die Faschingsprinzessin. Späterer deutscher Verleihtitel war Heute passiert was – Königin einer Nacht.

## Kritik
Das Lexikon des Internationalen Films befand, dass der Film „leichte Unterhaltung, etwas über dem Durchschnitt“ biete.
Cinema befand: „Tanz, Gesang, Herz, kaum Schmerz, ein wenig Scherz: Aus dieser Kinoepoche gab's schon Schlechteres. Fazit: Rüschen, Plüsch und staubiger Charme“.